# Josef Luksch
Josef Luksch (7. března 1862 Loděnice – 26. listopadu 1936 Loděnice) byl sudetoněmecký statkář a politik Německé agrární strany z Moravy, za Rakouska-Uherska poslanec Moravského zemského sněmu a Říšské rady, po vzniku republiky senátor Národního shromáždění za Německý svaz zemědělců (BdL).

## Biografie
Pocházel ze statkářské rodiny a roku 1886 převzal vedení rodového hospodářství. Brzy se ale začal profilovat jako organizátor moravského zemědělského stavu. Už v mládí se stal vedoucím členem Moravské zemědělské společnosti v Brně. Podílel se na založení agrární organizace Zentralverband der deutschen landwirtschaftlichen Genossenschaften Mährens und Schlesiens (té pak od roku 1902 po dobu 34 let předsedal). Zároveň s tím se podílel i na širší organizační práci v komunitě moravských Němců. Spoluzakládal Bund der Deutschen Südmährens a Sudetendeutsche Volkshilfe.
Roku 1893 založil ve své rodné obci záložnu a v období let 1894–1900 byl starostou této obce. Postupně vstoupil i do vrcholové politiky. Od doplňovacích voleb roku 1894 zasedal jako poslanec Moravského zemského sněmu. zvolen byl 26. února 1894 za kurii venkovských obcí, obvod Mikulov, Moravský Krumlov. Mandát zde obhájil v zemských volbách roku 1896 a zemských volbách roku 1902. V zemských volbách roku 1906 byl zvolen za kurii venkovských obcí, německý obvod Mikulov, Hodonín, Uherské Hradiště okolí atd. Mandát obhájil v zemských volbách roku 1913. Byl zároveň členem německé sekce ústředního výboru moravské zemědělské rady.
Ve volbách do Říšské rady roku 1901 se stal i poslancem Říšské rady (celostátní parlament), kde reprezentoval kurii venkovských obcí, obvod Znojmo, Dačice, Mikulov atd. Mandát poslance vídeňského parlamentu obhájil ve volbách do Říšské rady roku 1907, konaných podle rovného volebního práva, tedy bez kurií. Byl zvolen za německý volební obvod Morava 12. Usedl pak do poslanckého klubu Německý národní svaz, v jehož rámci byl členem Německé agrární strany. Uspěl za stejný obvod i ve volbách do Říšské rady roku 1911. Na Říšské radě setrval až do konce monarchie.
V politice byl aktivní i po vzniku Československa. V parlamentních volbách v roce 1920 získal za Německý svaz zemědělců senátorské křeslo v Národním shromáždění. Mandát obhájil v parlamentních volbách v roce 1925 a parlamentních volbách v roce 1929. Senátorem byl do roku 1935. Zastával po jistou dobu i pozici místopředsedy senátu.
Profesně se počátkem 20. let uvádí jako rolník z obce Loděnice.
Jeho vnukem je německý diplomat Josef Holik (narozen 1931).